# Aleš Bednář
Aleš Bednář (* 8. října 1975, Boskovice) je český fotbalový útočník.

## Fotbalová kariéra
Začínal v Sokole Březová nad Svitavou, v mládeži hrál ve Svitavách a v osmé třídě přestoupil do FC Hradec Králové. Hrál za Děčín, SK Hradec Králové, FK AS Pardubice, Bohemians Praha, SK Sigma Olomouc a FC Viktoria Plzeň. Kariéru končil v německé 4. lize v SpVgg Weiden a v českých regionálních soutěžích. V lize nastoupil v 85 utkáních a dal 9 gólů. V evropských pohárech nastoupil v 6 utkáních. Nyní působí jako hrající trenér ve východočeském klubu SK Smiřice (tým hrající 1.B třídu).

## Ligová bilance
| Ročník                          | Zápasy | Góly | Klub              |
| ------------------------------- | ------ | ---- | ----------------- |
| 1. česká fotbalová liga 1995/96 | 2      | 0    | FC Hradec Králové |
| 1. Gambrinus liga 1999/00       | 8      | 0    | FC Hradec Králové |
| 1. Gambrinus liga 2002/03       | 14     | 4    | Bohemians Praha   |
| 1. Gambrinus liga 2004/05       | 27     | 5    | SK Sigma Olomouc  |
| 1. Gambrinus liga 2005/06       | 2      | 0    | SK Sigma Olomouc  |
| 1. Gambrinus liga 2005/06       | 25     | 0    | FC Viktoria Plzeň |
| 1. Gambrinus liga 2006/07       | 7      | 0    | FC Viktoria Plzeň |
| CELKEM                          | 85     | 9    |                   |